# Michel Davet
Pour les articles homonymes, voir Davet.
Michel Davet pseudonyme d'Hélène Marty, née le 2 décembre 1905 à Catus (Lot) et morte le 16 novembre 1990 à Paris 16e, est une écrivaine française. Elle est morte célibataire et sans postérité.

## Biographie
Hélène Marty a choisi comme nom d'écrivain Michel Davet, nom de jeune fille de sa grand-mère, pseudonyme masculin pour se donner plus d'importance et s'affirmer avec plus d'autorité lors de l'écriture de son premier roman. Elle a aussi écrit sous le nom de plume de « Laura Mirandol ». Elle a publié des nouvelles dans Marie Claire. Son premier roman, Le Prince qui m'aimait, écrit en pension quand elle avait vingt ans, est présenté quelques années plus tard en 1930 à l'éditeur chez qui elle travaillait comme secrétaire qui le publia. Il rencontra immédiatement un grand succès. En 1934, elle reçoit le Prix Minerve pour son roman La Fin du voyage. Elle a publié de nombreux romans dont le plus célèbre, Douce a été adapté au cinéma par Claude Autant-Lara avec Odette Joyeux dans le rôle principal.

## Publications (sélection)
- Le Prince qui m'aimait, Plon, coll. « La Palatine », 1930
- Une lampe sur la marche, Plon, coll. « La Palatine », 1932
- Les Cinq femmes de la maison, Plon, 1935
- La Margrave de Bayreuth ou la Cour pétaudière de Frédéric Ier de Prusse, Plon, 1937
- Douce, Plon, 1940 ; rééd. J'ai lu, 1966, 2006
- Une robe (nouvelle)[3], 13 novembre 1942
- Joli-Cœur, Monaco, éditions du Rocher, coll. « L'Hippocampe », 1945
- Les Scandaleuses Dames de là-haut & plusieurs autres nouvelles, éditions Jaspard, 1946
- Ma belle-mère l'ogresse, Plon, 1950
- Adieu Valentine!, Plon 1956
- Les Amants de la Vallée aux loups, Plon, 1964
- Le Pavillon du loup, Presses de la Cité, 1971, Rombaldi, 1973
- Les Sapins de Malebrise, éditions Tallandier, 1973
- Une nichée de jaloux, Tallandier, 1974
- Tendre Empoisonneuse, Tallandier, 1975
- Le sorcier est mort, Presses de La Cité, 1976
- Tante Belle, Presses de la Cité, 1977
- La Promenade des colombes, Tallandier, 1977
- Roses rouges pour Rosario, Tallandier, 1977
- La Tentation de Copenhague, Tallandier, 1978
- Lady Diana, Tallandier, 1979
- Adieu, adieu, Venise, Presses de la Cité, 1980
- Oh ! Ne me laisse pas partir, Presses de la Cité, 1981
- Une jolie peste ou le Roman de Laure Junot d'Abrantès, Presses de la Cité, 1983

## Filmographie
- 1943 : Douce (d'après son roman éponyme) Mise en scène, Claude Autant-Lara ; adaptation, Jean Aurenche et  Pierre Bost ; acteurs :  Odette Joyeux, Marguerite Moreno, Roger Pigaut, Jean Debucourt, Madeleine Robinson.
Le titre en anglais est Love Story (1948). La fin du film est totalement différente de celle du livre.
- 1949 : Orage d'été[4] de Jean Gehret
- 1950 : Due sorelle amano de Jacopo Comin (version italienne d'Orage d'été)
- 1981 : Les Amours des années grises (série télé), épisode Joli cœur